# Cerro Echandi
Cerro Echandi är ett berg i Costa Rica, på gränsen till Panama. Det ligger i den sydöstra delen av landet, 170 km sydost om huvudstaden San José. Toppen på Cerro Echandi är 3 163 meter över havet, eller 346 meter över den omgivande terrängen. Bredden vid basen är 5,3 km.
Terrängen runt Cerro Echandi är bergig åt sydost, men åt nordväst är den kuperad. Runt Cerro Echandi är det ganska glesbefolkat, med 39 invånare per kvadratkilometer. Det finns inga samhällen i närheten. I omgivningarna runt Cerro Echandi växer i huvudsak städsegrön lövskog.